# Oberon (hold)
Az Oberon az Uránusz második legnagyobb holdja a Titánia után és a 9. legnagyobb hold a Naprendszerben. William Herschel fedezte fel 1787-ben. Kifelé haladva a bolygótól az Oberon az Uránusz 18. holdja.
Nevét Shakespeare Szentivánéji álom című vígjátékából az egyik főszereplőről kapta.

## Jellemzői
Az Oberon a Titániához sok mindenben hasonló hold. Az Oberon is felerészben jégből, felerészben szilikátos kőzetekből épül föl. A kőzetanyag alkotja a hold magját, a jéganyag a köpenyét és a felszínét. Valószínűleg egy folyadéköv is található az égitesten belül, a jeges tartományban.
A felszínén a becsapódások okozta kráterek az uralkodók. A legnagyobbnak 210 kilométer az átmérője. Egy nagy méretű kanyonrendszer szeli át a hold felszínét, amelyről feltételezik, hogy a korai fejlődési szakaszban a belső tartományok térfogat-növekedése következtében jött létre.
Az Oberon felszínének mintegy 40%-a van föltérképezve a Voyager–2 1986. januári felvételei alapján.

## Fölfedezése
Az Oberont William Herschel fedezte fel 1787. január 11-én a Titánia holddal együtt. Az Arielt és az Umbrielt William Lassel fedezte fel 1851-ben.